# Marcos Caballero
Marcos Caballero es un futbolista paraguayo. Actualmente juega en el Club Sportivo Ameliano de la Tercera División de Paraguay.

## Trayectoria

### 2002
Antes de pasar al plantel de primera del Sportivo Ameliano, jugó en el plantel juvenil sub-20 del club en 2002.

### 2003
Anotó 12 goals en 2003. El gol más importante con Sportivo Ameliano lo anotó contra Capitán Figari en 2003.

### 2008
El jugador salió goleador de la Primera División C de 2008 con 11 tantos junto a Alberto Cristaldo de Deportivo Recoleta.

### 2016
Durante mayo de 2016, Caballero anotó un gol frente a Colegiales dándole la victoria a Sportivo Ameliano para que sea uno de los líderes en la tabla de la Primera División B.

### 2018
Apreció por el club en la temporada de 2018.

## Clubes
| Club              | País     | Año           |
| ----------------- | -------- | ------------- |
| Sportivo Ameliano | Paraguay | 2003–presente |

### Participaciones en Copas Nacionales
| Copa               | País     | Resultado     | Partidos | Goles |
| ------------------ | -------- | ------------- | -------- | ----- |
| Copa Paraguay 2018 | Paraguay | Por confirmar | 0        | 0     |

## Palmarés

### Títulos nacionales
| Título                                   | Club              | País     | Año  |
| ---------------------------------------- | ----------------- | -------- | ---- |
| Cuarta División de Paraguay (subcampeón) | Sportivo Ameliano | Paraguay | 2015 |